# Asterropteryx atripes
Asterropteryx atripes is een straalvinnige vissensoort uit de familie van grondels (Gobiidae). De wetenschappelijke naam van de soort is voor het eerst geldig gepubliceerd in 2002 door Shibukawa & Suzuki.